# Рысакаево
Рысака́ево (баш. Рысыҡай) — село в Белорецком районе Республики Башкортостан России. Входит в состав Сосновского сельсовета.

## География

### Географическое положение
Расстояние до:
- районного центра (Белорецк): 31 км,
- центра сельсовета (Сосновка): 6 км,
- ближайшей ж.-д. станции (Белорецк): 13 км.

## Население
| 2002 | 2009 | 2010 |
| ---- | ---- | ---- |
| 371  | ↗428 | ↘379 |

Согласно переписи 2002 года, преобладающая национальность — башкиры (100 %).

## Религия
Ислам
- Мечеть